# Majkl Galant
Dr. Majkl Galant je izmišljeni lekar televizijske serije Urgentni centar koga je tumačio Šarif Atkins. On je bio glavni lik od 2001. do 2004. godine (od 8. do 10. sezone).

## U Opštoj
Majkl Emori Glant se prvi put pojavio u Opštoj bolnici krajem 2001. godine dok je bio student treće godine. Pošto dolazi iz vojne porodice, on je ranije bio radni član Rezervista Vojske SAD-a pa su mu oni platiji stipendiju. Dok je bio student, dodelili su ga dr. Džonu Karteru. U početku se sukobljavao sa dr. Gregom Pratom, novim stažistom koji je potcenjivao njegove sposobnosti. Došlo je do ranog preokreta kada je dr. Prat poslušao jednom bolesniku grudi bez nadzora pa je tražio Galantu da mu čuva leđa. Ipak, vremenom su njih dvojica postali drugovi.
Galantov boravak tamo kao studenta nije bio loš. Ubrzo po dolasku (8. sezona), Galant je otišao sa dr. Viver do mesta na kom je hitna pomoć stajala sa jednom trudnicom jer su pali žice sa bandere. Dok su bili tamo, došlo je do praska, a Galant je spasio jednog vatrogasca od strujnog udara. Onda je uspešno pomogao dr. Viver da porodi trudnicu. Taj događaj je doneo mnogo poštovanja dr. Viver prema Galantu i njegovoj sposobnosti da ne podlegne pritisku toliko da je Viverova rado zvala Galanta po imenu (zbog čega je Karter rekao "A, znači, sad je Majkl?").
Naredne godine (9. sezona), Galant je postao blizak sa koleginicom studentkinjom Erin hokins, iako su ostali samo prijatelji. Kasnije te godine, Prat i Galant su pohapšeni zbog sumnje da su pucali u kafani "Dr. Magu". Iako su bili nevini i kasnije pušteni, taj događaj je poljuljao Galantu veru u poštenje i jednakost policije prema svima.
Pri kraju svoje studentske prakse u Opštoj bolnici, Galant je odlučio da se prijavi za stažiranje u Urgentnom centru i upadne u Opštu bolnicu. Iako je bio u potpunosti spreman da bude lekar, sadašnjem dr. Galantu nije bilo lako. Tek posle nekoliko meseci stažiranja, helikopter je pao na prilaz za kola hitne pomoći i Galant je već bio u akciji. Kasnije te godine, Galanta je posetila sestra Valeri (koju je tumačila Džoj Brajant). Valerin lik je bio subjekat zajedničke greške jer je Galang ranije rekao da ona nije u Oružanim snagama jer ima cerebralnu paralizu, ali kada ga je posetila on je rekao da ima multiple sklerozu. Tokom boravka, ona je provela jednu noć sa Pratom što je zateglo Galantovo i njegovo prijateljstvo, iako su uspeli da ostanu drugovi.
Na početku 10. sezone, nova studentkinja medicine Nila Rasgotra je počela praksu u Opštoj bolnici. Tokom tog vremena, Galant je bio kivan da joj pomogne da se uklopi. Oko aprila, Nila je slučajno dala bolesniku dala pogrešan lek. Ipak, Galant, koji ju je nadzirao u to vreme, je preuzeo krivicu. Onda je uskoro otkrio da gaji izvesna osećanja prema njoj (Galant: "Znaš, malopre sam na prilazu razmišljao da te pozovem da izađemo." Nila: "A ja sam razmišljala da pristanem."). Ipak, pre nego što su stigli da započnu vezu, Galant je otkrio Nili da su ga pozvali u Irak. Uprkos svađi, Galant je otišao posle dobrog rastanka. Poljubili su se, a onda je Galant seo u taksi i otišao.

## U Iraku
Iako je Galant napustio Opštu kao glavni lik, on se pojavio u nekoliko epizoda tokom sledeće dve sezone. U 11. sezoni je jedna epizoda prikazivala i Opštu i Irak. Galant je tada radio u vojnoj bolnici (gde je imao čin kapetana). U jednom trenutku, dok je radio na terenu, njega je ranio jedan irački pobunjenik. Galant je uspeo da ga ubije pre nego što je ovaj uspeo njega da ubije. Taj događaj je ipak nastavio da ga progoni. Pošto je i negovala ranjene vojnike SAD-a, Galantova jedinica je takođe negovala i ranjene Iračane. Jednog dana je došla jedna devojčica sa teškim opekotinama, a Galant je navaljivao da je spasu. Uz blagoslov lica višeg po činu, Galant je sredio da devojčicu leče u Opštoj (uz Nilinu pomoć). On se vratio u SAD sa devojčicom i dok je bio tamo 3 dana, on je obnovio svoju vezu sa Nilom. Ubrzo posle toga se vratio u Irak.
U narednoj sezoni, Galant se vratio kući kako bi završio svoju lekarsku obuku. Oduševljeni što se ponovo vide, Galant i Nila su doneli naglu odluku da se venčaju. Kupili su kuću i izgledalo je da su spremni da započnu novi život zajedno. Ipak, Galant je imao nekoliko ožiljaka iz rata. ON je rekao Nili da ide na psihoterapije za bivše borce, a onda joj je rekao da želi da završi svoju obuku u Iraku tako što se dobrovoljno javio za drugo službovanje. Nila je bila potresena i ljuta na Galanta, ali je shvatila da nikako ne može da ga zaustavi. Po treći put se par rastao.

## Smrt
Galant se poseldnji put pojavio u pretposlednjoj epizodi 12. sezone "Junak Galant i tragični Viktor". On je bio u vojnom konvoju kada su njegovu jedinicu napali irački pobunjenici. Galant je pokupio jednog ranjenog vojnika i konvoj je uspeo da pobegne. Ipak, vojnika nije uspeo da spase. Taman kad je seo, kamion je zgazio na nagaznu minu, a Galant i svi vojnici su izginuli na mestu. Galantove posledje reči "Moja supruga Nila je lek..." su bile neposredno pred prasak mine. Dva vojna lica su kasnije došla u Urgentni centar i obavestila Nilu o njegovoj smrti. Ceo Urgentni centar je bio potresen, pogotovo Prat kome je njegova smrt teško pala. Galantove stvari su date Nili i otkriveno je da je snimio poruku na kaseti za Nilu u slučaju da pogine. Na snimku se Majkl izvinio Nili zbog toga što ju je ostavio i otišao u Irak.
Galantovi roditelji, Prat i potresena Nila su bili na njegovoj sahrani na kraju 12. sezone u epizodi "Dvadesetjedan komad oružja". Na sahrani je uz pune vojne počasti Nili je predstavljena američka zastava raširena preko njegovog sanduka, a posthumno je dobio Bronzanu zvezdu i Ljubičasto srce. Nila je krivila Majklovog oca za njegovu smrt i rekla mu je da je mogao da ga spreči da ode u Irak, ali joj je Prat rekao da posle svojih putovanja po ratnoj oblasti u Sudanu razume zašto je Galant osećao da mora da se vrati u Irak.
Tokom 15. i poslednje sezone serije Urgentni centar, na kraju epizode "Knjiga o Ebi", dugogodišnja bolničarka Hejle Adams pokazuje Ebi Lokhart na odlasku ormarić gde su svi raniji lekazi i aposleni ostavili pločice sa svojim imenima. Među njima se i pločica sa prezimenom "Galant" videla.